# Sapromyza appula
Sapromyza appula är en tvåvingeart som först beskrevs av Walker 1849.  Sapromyza appula ingår i släktet Sapromyza och familjen lövflugor. Inga underarter finns listade i Catalogue of Life.